# Teognost (Lebiediew, metropolita kijowski)
Teognost, imię świeckie Gieorgij Iwanowicz Lebiediew (ur. 1829, zm. 9 stycznia?/22 stycznia 1903 w Kijowie) – rosyjski biskup prawosławny.

## Życiorys
W 1849 ukończył seminarium duchowne w Twerze, po czym wstąpił do Petersburskiej Akademii Duchownej, którą w 1853 ukończył z tytułem magistra nauk teologicznych. 14 marca 1853 złożył wieczyste śluby mnisze, zaś 25 marca przyjął święcenia diakońskie. 6 września 1853 został wyświęcony na hieromnicha. Od 1856 był profesorem Petersburskiej Akademii Duchownej, zaś w 1857 został inspektorem nowogrodzkiego seminarium duchownego. 24 grudnia 1858 otrzymał godność archimandryty. 25 kwietnia 1861 został rektorem seminarium duchownego w Orle oraz przełożonym monasteru Świętych Piotra i Pawła w Orle. Od 1864 sprawował analogiczną funkcję w seminarium duchownym w Kamieńcu Podolskim, będąc równocześnie przełożonym monasteru Trójcy Świętej w tym samym mieście. 22 stycznia 1867 miała miejsce jego chirotonia na biskupa bałckiego, wikariusza eparchii podolskiej.
W 1870 objął urząd eparchii astrachańskiej, w 1874 został przeniesiony na katedrę podolską i bracławską. W 1878 został biskupem włodzimierskim i suzdalskim, zaś w 1883 otrzymał godność arcybiskupa. W 1892 został arcybiskupem nowogrodzkim i staroruskim. 13 sierpnia 1900 otrzymał godność metropolity i został wyznaczony do objęcia katedry kijowskiej i halickiej, co tradycyjnie łączyło się w urzędem przełożonego ławry Pieczerskiej. Trzy lata później zmarł w Kijowie i został pochowany na terenie ławry.